# Gemma Sales i Amill
Gemma Sales i Amill (Barcelona, 1945) es una escritora, guionista de cómic e ilustradora española.

## Trayectoria
Sales estudió Bellas Artes en Barcelona, en la Escuela de la Lonja y en el Círculo Artístico de San Lucas, un postgrado de Ilustración en la EINA, y cursos y seminarios de filosofía, literatura, arte contemporáneo y simbolismo en el Instituto de Humanidades de Barcelona.
Se introdujo en el mundo del cómic y de las artes gráficas de la mano del dibujante Edmond, de quien aprendió la técnica del cómic. A los 16 años empezó a publicar profesionalmente en el estudio de Bruguera, donde dibujó Celia y As de corazones (1963). En 1965, comenzó una larga colaboración con la editorial Toray, donde trabajó activamente con los guiones de Victoria Sau. Con Toray, publicó Rosas Blancas, Serenata, Azucena y Carol. En 1985, publicó sus primeros relatos en el periódico Avui, en la colección de cuentos para primeros lectores Els Peluts y en guiones para historietas en la revista Rodamón.
Sales ha publicado libros infantiles como Me gustan los monstruos (1994), Cuéntame una historia (2002), Adiós, adiós (2004), Duermes mucho, Joana (2004), Los buenos amigos (2011) o Gnomos de jardín (2013). Ha escrito cuentos para niños que han sido traducidos al italiano, al chino, al japonés y al coreano. Concretamente, tiene diversos títulos traducidos al inglés y publicados en japonés, entre otros, Mummy's Elephant Birthday (2001) y The Scarf (2001), que han sido adaptados posteriormente a dibujos animados para enseñar inglés a los niños coreanos y chinos.
Como ilustradora, ha trabajado especialmente con la editorial francesa MSM y en la japonesa Gakken. Imparte talleres de escritura creativa e ilustración a niños y adultos. Combina escribir e ilustrar con el trabajo de dar clases de dibujo y pintura en la escuela de adultos Freire. Es socia de la Asociación de Escritores en Lengua Catalana y del Pen Club.

## Reconocimientos
Sales ha ganado los siguientes premios literarios:
- Crítica Serra d'Ord de la ilustración infantil, 1992: La lluna i els miralls
- Parcir de álbum infantil ilustrado, 2003: Adéu, adéu…

El 22 de noviembre de 2016, en la Real Academia de España en Roma, se inauguró la exposición Presentes: autoras de tebeo de ayer y de hoy comisariada por el Colectivo de Autoras de Cómic, en la que incluyen la vida y obra de Gemma Sales i Amill como una de las mujeres olvidadas en el mundo del cómic en España.

## Obra

### Libros publicados
Sales ha publicado los siguientes títulos:
- Dorms molt, Joana.... Barcelona: Ed. del Pirata, 2007.
- Adéu, adéu… Berga: L'Albí, 2003.
- Quants tràfecs per un coixí!. Barcelona: Alfaguara - Grup Promotor, 2000.
- Conta’m una història trista. Barcelona: Edebé, 2000.
- M'agraden els monstres. Barcelona: Joventut, 1995.
- Reis. Santa Coloma de Gramenet: Ajuntament, 1991.
- Dibujos del n.º 197 [de 204] de Historias. Barcelona, Bruguera, 1963.

### Obras dramáticas representadas
- La caputxeta deixa la caputxa. Barcelona: Teatre Nacional de Catalunya, 1998.[8]

### Guiones de ficción difundidos
- La mar. Televisió: TV3, 1998.[8]

La Biblioteca de Catalunya ha comprado en el año 2019 dibujos originales relacionados con la actividad de la artista.